# پیشگیری از بارداری

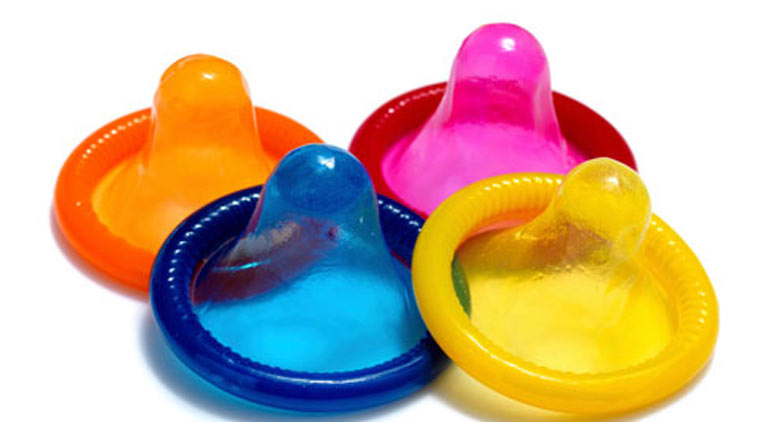
کاندوم,وسیله پیشگیری از بارداری.

ایمنی پیشگیری از بارداری (به انگلیسی: Immunocontraception)، ایمنی استفاده از سیستم ایمنی جانور برای جلوگیری از بارور کردن فرزندان است. داروهای ضدبارداری از این نوع در حال حاضر برای استفاده انسانی تأیید نشده‌اند.
به‌طور معمول ایمنی پیشگیری از بارداری شامل تجویز واکسنی است که سبب ایجاد یک پاسخ ایمنی تطبیقی می‌شود که سبب می‌شود تا جانور به‌طور موقت نابارور شود. واکسن‌های ضدبارداری در محیط‌های متعددی برای کنترل جمعیت حیات وحش استفاده شده‌است. با این حال، کارشناسان در این زمینه بر این باورند که پیش از اینکه پیشگیری از بارداری به شکل عملی برای پیشگیری از بارداری در انسان تبدیل شود، نوآوری‌های عمده‌ای نیاز دارد.
تاکنون ایمنی پیشگیری از بارداری منحصراً روی پستانداران متمرکز شده‌است. چندین هدف در تولیدمثل جنسی پستانداران برای مهار ایمنی وجود دارد. آنها را می‌توان به سه دسته سازماندهی کرد: تولید گامت، کارکرد گامت و برونداد گامت.
پیشگیری از بارداری اکنون در دسترس نیست اما تحت مطالعه است.